# Eublemma bithynica
Eublemma bithynica är en fjärilsart som beskrevs av Leo Schwingenschuss 1940. Eublemma bithynica ingår i släktet Eublemma och familjen nattflyn. Inga underarter finns listade i Catalogue of Life.